# Hassan Hormat Allah
Hassan Hormat Allah, né au (Maroc), est un joueur et entraîneur de football marocain. Il est également parmi les grands directeurs techniques au Maroc et au Moyen-Orient.

## Carrière
Défenseur central, il joue pour le club Plateau Athletic Club ainsi que le Raja Club Athletic avec lequel il passe de toutes les catégories sous la houlette du formateur Abdelkader Jalal mais sans intégrer l'équipe première.
Ensuite il réalise une carrière assez modeste, au Wydad Athletic Club au Maroc puis en France, notamment au RC Lens entre 1977 et 1979.
Il devient ensuite entraîneur, d'abord en France puis au Maroc et au Qatar. Il remporte notamment en 2008 la Coupe Crown Prince de Qatar avec Al Sadd SC. 
Il occupe également des fonctions de direction. Il est nommé directeur technique de la fédération des Émirats arabes unis en 2005 et directeur technique du Qatar en 2011. En 2012, il revient au Maroc et intègre la direction du Raja Club Athletic.
Il est réputé pour son parcours universitaire, réalisé en parallèle de sa carrière dans le football.